# Volksbank Braunlage
Die Volksbank Braunlage eG ist eine Genossenschaftsbank mit Sitz in der niedersächsischen Stadt Braunlage im Landkreis Goslar.

## Geschichte
Gegründet wurde die heutige Volksbank Braunlage eG am 16. Oktober 1923 von Bürgern aus Handel, Handwerk und Gewerbe als Braunlager Bank und Treuhandgenossenschaft mit beschränkter Haftpflicht.
Sie hat sich bis heute ihre Eigenständigkeit bewahrt.

## Rechtsverhältnisse
Die Volksbank Braunlage eG (lt. GnR „Volksbank Braunlage e.G.“) ist im Genossenschaftsregister beim Amtsgericht Braunschweig unter GnR 110013 eingetragen.

## Organisationsstruktur
Rechtsgrundlagen sind das Genossenschaftsgesetz und die durch die Generalversammlung beschlossene Satzung. Organe der Bank sind der Vorstand, der Aufsichtsrat und die Generalversammlung.

## Sicherungseinrichtung
Die Volksbank Braunlage eG ist der amtlich anerkannten Sicherungseinrichtung des Bundesverbandes der Deutschen Volksbanken und Raiffeisenbanken GmbH und der zusätzlichen freiwilligen Sicherungseinrichtung des Bundesverbandes der Deutschen Volksbanken und Raiffeisenbanken e.V. angeschlossen.
Die Volksbank Braunlage eG gehört dem Bundesverband der Deutschen Volksbanken und Raiffeisenbanken an.

## Geschäftsausrichtung
Die Volksbank Braunlage eG betreibt das Universalbankgeschäft. Zweck der Genossenschaft ist die wirtschaftliche Förderung und Betreuung der Mitglieder. Gegenstand des Unternehmens ist die Durchführung von banküblichen und ergänzenden Geschäften.
Im Verbundgeschäft arbeitet sie mit der DZ Bank, R+V Versicherung, Bausparkasse Schwäbisch Hall, Teambank, VR Leasing, DZ Hyp und der Union Investment zusammen.

## Geschäftsgebiet
Das Geschäftsgebiet liegt im Süden des Landkreises Goslar, im Osten des Landkreises Göttingen sowie im Südwesten des Landkreises Harz. Das Geschäftsgebiet der Volksbank Braunlage umfasst den sogenannten Hochharz innerhalb der Bundesländer Niedersachsen und Sachsen-Anhalt.
An diesen Orten betreibt die Bank Filialen:
- Braunlage (Hauptstelle, jur. Sitz)
- Benneckenstein (Geschäftsstelle)
- Elbingerode (Geschäftsstelle)
- Hasselfelde (Geschäftsstelle)
- Walkenried (Geschäftsstelle)
- Schierke (SB-Geschäftsstelle)
- Hohegeiß (SB-Geschäftsstelle)

## Engagement in der Region
Die Volksbank Braunlage eG unterstützt durch ihre Spenden- und Sponsoringaktivitäten zahlreiche soziale und kulturelle Projekte in der Region. Dazu zählen auch diverse Sportveranstaltungen und viele örtliche Events, wie u. a. die Walkenrieder Kreuzgangkonzerte.